# Palais Csáky-Dezőfi
Le palais Csáky-Dezőfi est un bâtiment de la ville de Košice situé à l'angle des rues Hlavnej et Poštová

## Historique

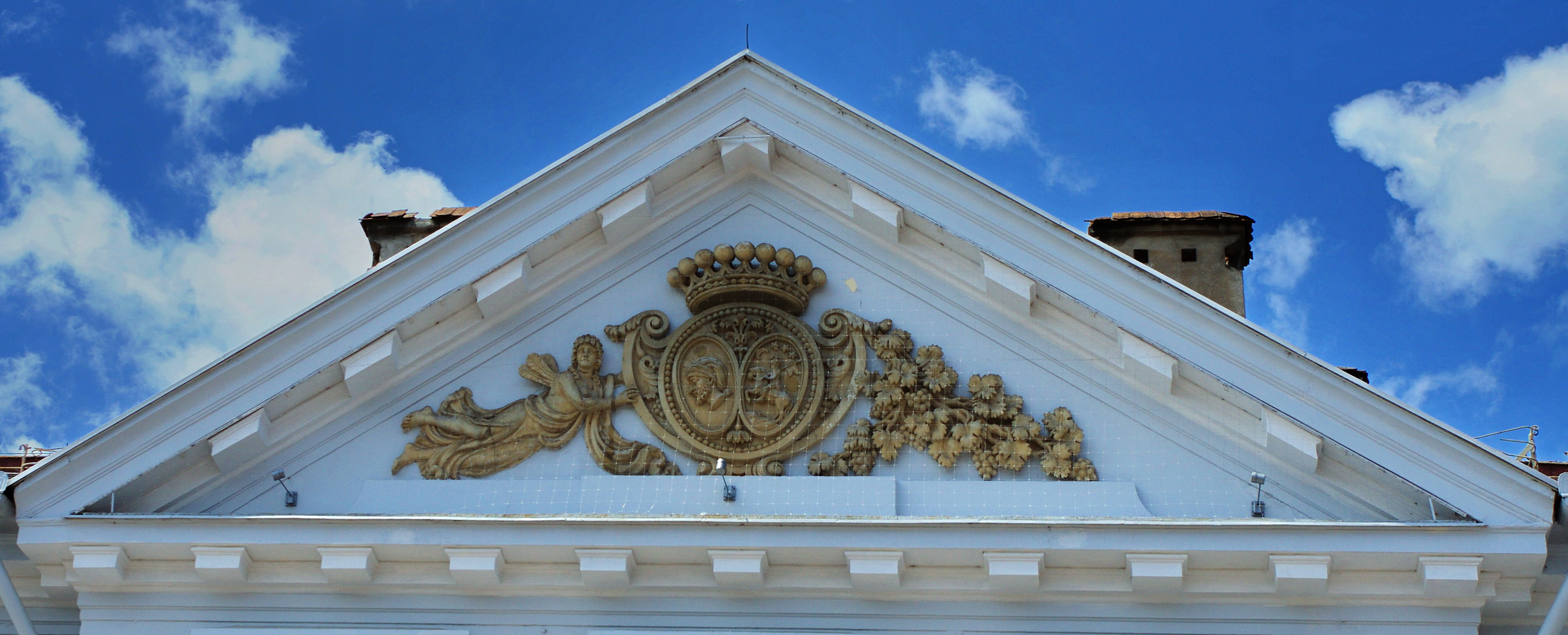
Detail du tympan du palais

Le palais fut construit en 1807 en style classique par le comte Antal Csáky. Dans les années 1840, il fut habité par le gouverneur du comitat d'Abaúj-Torna. Par la suite, il appartint à la famille Dezőfi jusqu'aux années 1920. C'est l'un des principaux palais de Košice et pour cette raison il accueillit des hôtes importants comme le tsar Alexandre Ier de Russie en 1821 et durant la révolution hongroise entre juin et août 1849, le grand-prince Constantin de Russie l'habitat. En 1965 et 1966, le palais fut rénové pour les besoins de la galerie de la Slovaquie de l'Est qui l'occupa jusqu'en 1992. En 1993, la Cour constitutionnelle de la République slovaque (slovaque : Ústavný súd Slovenskej republiky) y siège jusqu'en 2007.